# Heaven or Las Vegas
Az 1990-es Heaven or Las Vegas a Cocteau Twins nagylemeze, az utolsó, amely a 4AD Records-nál jelent meg. Ha a listás helyezéseket vesszük figyelembe, ez a Cocteau Twins legsikeresebb albuma. A brit albumlistán a 7. helyig jutott. Annak ellenére, hogy a 4AD kiadó igazgatója, Ivo Watts-Russell azt állította, hogy a lemez a kiadó történetének egyik legjobb kiadványa, 1990 végén felbontotta a szerződést az együttessel, mivel megromlott a viszonyuk.
Az albumon tetten érhető az együttes fejlődése. Elizabeth Fraser énekesnő szövegei sokkal érthetőbbek, több vonatkozik újszülött kislányára, Lucy Belle-re. Robin Guthrie gitárosnak drogproblémái adódtak, így Simon Raymonde basszusgitáros került előtérbe. Az album szerepel az 1001 lemez, amit hallanod kell, mielőtt meghalsz című könyvben.

## Az album dalai
|     | Cím                                | Szerző(k)     | Hossz |
| --- | ---------------------------------- | ------------- | ----- |
| 1.  | Cherry-Coloured Funk               | Cocteau Twins | 3:12  |
| 2.  | Pitch the Baby                     | Cocteau Twins | 3:14  |
| 3.  | Iceblink Luck                      | Cocteau Twins | 3:18  |
| 4.  | Fifty-Fifty Clown                  | Cocteau Twins | 3:10  |
| 5.  | Heaven or Las Vegas                | Cocteau Twins | 4:58  |
| 6.  | I Wear Your Ring                   | Cocteau Twins | 3:29  |
| 7.  | Fotzepolitic                       | Cocteau Twins | 3:30  |
| 8.  | Wolf in the Breast                 | Cocteau Twins | 3:31  |
| 9.  | Road, River and Rail               | Cocteau Twins | 3:21  |
| 10. | Frou-Frou Foxes in Midsummer Fires | Cocteau Twins | 5:38  |

## Közreműködők
- Elizabeth Fraser – ének
- Robin Guthrie – gitár
- Simon Raymonde – basszusgitár

## Fordítás
Ez a szócikk részben vagy egészben a Heaven or Las Vegas című angol Wikipédia-szócikk ezen változatának fordításán alapul.  Az eredeti cikk szerkesztőit annak laptörténete sorolja fel. Ez a jelzés csupán a megfogalmazás eredetét és a szerzői jogokat jelzi, nem szolgál a cikkben szereplő információk forrásmegjelöléseként.